# Карчми
Карчми (пол. Karczmy) — село в Польщі, у гміні Зелюв Белхатовського повіту Лодзинського воєводства.
Населення — 178 осіб (2011).
У 1975-1998 роках село належало до Пйотрковського воєводства.

## Демографія
Демографічна структура станом на 31 березня 2011 року:
|          | Загалом | Допрацездатний вік | Працездатний вік | Постпрацездатний вік |
| -------- | ------- | ------------------ | ---------------- | -------------------- |
| Чоловіки | 82      | 18                 | 57               | 7                    |
| Жінки    | 96      | 19                 | 52               | 25                   |
| Разом    | 178     | 37                 | 109              | 32                   |